# 派克花井介
派克花井介（学名：Hanaiborchella paica）为浪花介科花井介屬下的一个种。